# Jordskred

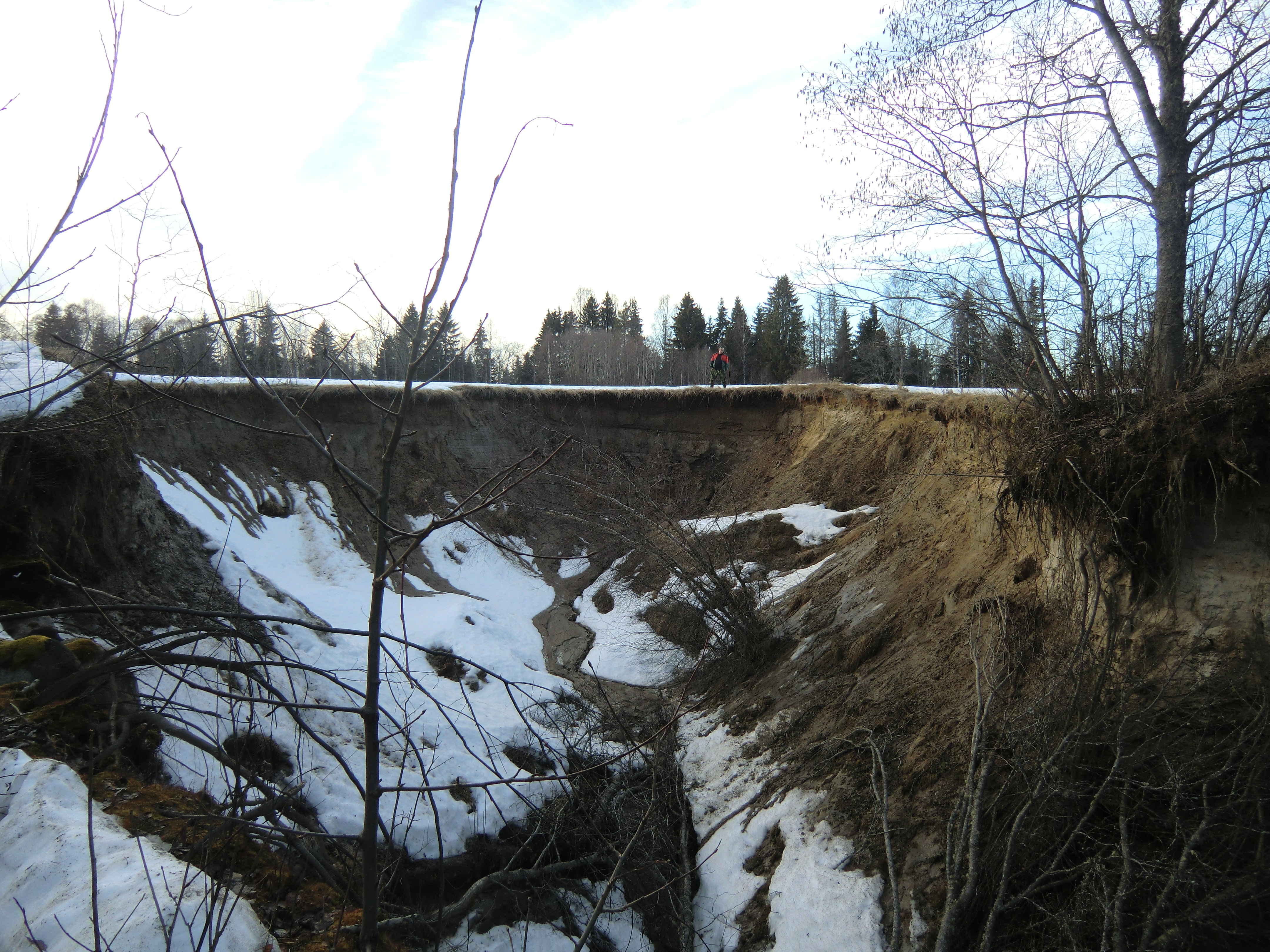
Ett skred med silt/lera nära Granån i Gräsmarks socken, Värmland 2008. (Jämför med mannen längst bort i bild).

Skred, eller jordskred, uppkommer när hållfastheten i marken försämras såpass att marken inte längre är i jämvikt utan börjar att röra på sig. Jorden rör sig då snabbt över en eller flera glidytor. Jordskred förekommer i finkorniga jordarter såsom silt och lera. Det finns även det som kallas "ras" som sker i jordarter som sand och/eller grus.

## Typer
Jordskred delas in i två skilda huvudtyper, rotationsskred, (vanliga i okonsoliderade, leriga jordar) samt flak- eller släntskred. 
Rotationsskred utlöses ofta genom att stränder undergrävs av vågor. Dessa skred är tillbakagripande; med det menas att då ett ”block” glidit iväg, blir området bakom detta instabilt - och risken för ett skred till är stort. Man delar in rotationsskreden i två grupper: skålskred respektive flaskskred. Dessa benämningar härleder till skredets form: Skålskred bildar skredärr med en rundad form, och om marken är uppblött kan den tryckas ut genom en smal öppning och kan då bilda ett skredärr, med formen av en flaska.

## Orsaker till skred
Oftast är ett inträffat skred eller ras en kombination av flera orsaker.
- Erosion eller vittring. Detta sker exempelvis vid älvstränder där stranden ovan riskerar att rasa. Detta minskar de krafter som vill hålla emot marken.
- Ökad vattenmättnad i marken. Ökad vattenmättnad försämrar markens hållfasthet och kan därigenom lättare leda till skred eller ras. Detta kan bero på långvarigt regnande, kalhuggna områden eller igensatta diken. Detta skall bland annat kopplas till urlakning av leror som legat under högsta kustlinjen. Det handlar främst om så kallad kvicklera som finns i Västsverige. Då har saltkristaller i leran lakats ur och därigenom försämrat hållfastheten. Vid nederbörd under lång tid blir sedan leran mättad med vatten och övergår vid en viss vattenmättnad och en viss omrörning till i princip helt flytande form.

Ökat marktryck (dvs. människans påverkan genom bebyggelse eller djurhållning etc.). Detta ökar de krafter som vill trycka ner marken.
Ett exempel på detta är vid översvämningar. Då kommer ett långvarigt regnande och höga vattennivåer i sjöar och älvar öka vattenmättnaden i marken. Så länge som vattennivåerna i sjöar och vattendrag är höga så kommer detta skapa ett mothåll. Problemen blir när vattnet drar sig tillbaka. Då försvinner mothållet samtidigt som vattenmättnaden i täta jordarter som lera fortfarande är hög. 
Vanligt är även att glidytorna skapas av (massiv) nederbörd. Då blir den översta delen av jordlagret genomdränkt av vatten och därför tyngre, och kan då glida bort från den torra jorden.

## Exempel på allvarliga skred i Sverige
| Geografiskt område   | År                      | Plats                 | Benämning                         | Yta    | Omkomna   | Källa |
| -------------------- | ----------------------- | --------------------- | --------------------------------- | ------ | --------- | ----- |
| Göta älv             | Cirka 1150              | Bohus - Jordfallet    | Jordfallet                        | 37 ha  |           | SGU   |
| Göta älv             | 7 oktober 1648          | Intagan vid Åkerström | Jordfallet vid Åkerström          | 27 ha  | mer än 85 | SGU   |
| Göta älv             | 1680-talet              | Lilla Edet            |                                   |        |           |       |
| Göta älv             | Mellan 1686 och 1697    | Torpa                 |                                   |        |           |       |
| Lärjeån              | 16 september 1730       | Gunnilse              |                                   | 30 ha  |           | SGU   |
| Göta älv             | I mars 1733             | Ballabo               |                                   |        |           |       |
| Göta älv             | Cirka 1750              | Ödegärdet och Skörsbo |                                   |        |           |       |
| Göta älv             | 21 och 22 december 1759 | Bondeström            |                                   | 11 ha  |           | SGU   |
| Göta älv             | 21 december 1806        | Utby                  |                                   |        |           |       |
| Göta älv             | 1830-talet              | Ödegärdet och Skörsbo |                                   |        |           |       |
| Ulvsundasjön         | 26 november 1867        | Huvudsta stenbrott    | Det stora raset i Jungfrudansen   |        |           |       |
| Getå                 | 1 oktober 1918          | Bråviken              | Getå                              | 0,2 ha | minst 41  | SGU   |
| Lidan                | 1946                    | Sköttorp, Lidköping   | Sköttorpsraset                    |        |           |       |
| Göta älv             | 29 september 1950       | Södra Surte           | Surteraset                        | 22 ha  | 1         | SGU   |
| Göta älv             | 13 april 1953           | Guntorp               | Guntorpsraset                     |        |           |       |
| Göta älv             | 7 juni 1957             | Göta                  | Götaraset                         | 15 ha  | 3         | SGU   |
| Norsälven            | 12 april 1969           | Trossnäs              |                                   |        |           |       |
| Byfjorden            | 5 juni 1973             | Uddevalla             | Skredet vid Fröland               |        |           |       |
| Göta älv             | 30 november 1977        | Tuve                  | Tuveraset                         | 27 ha  | 9         | SGU   |
| Göta älv             | 14 april 1993           | Agnesberg             | Agnesbergsskredet                 | 0,3 ha |           | SGU   |
| Göta älv             | 16 april 1996           | Ballabo               | Ballaboskredet                    |        |           |       |
| Trosaån              | 23 maj 1997             | Vagnhärad             | Skredet i Vagnhärad               |        |           |       |
| Taske å              | 20 december 2006        | Småröd                | Vägraset vid Småröd               | 10 ha  |           | SGU   |
| Lärjeån              | 8 december 2008         | Krokryd, Göteborg     |                                   | 3,3 ha |           | SGU   |
| Lökebergs kile       | 13 november 2019        | Lökeberg              | Lökebergsskredet                  | 2 ha   |           | SGU   |
| Stenungsundsmotet E6 | 23 september 2023       | Stenungsund           | Jordskredet vid Stenungsundsmotet | 17 ha  |           | SGU   |